# Tadeusz Adam Jakubiak
Tadeusz Adam Jakubiak (ur. 10 września 1950 w Kościanie, zm. 13 grudnia 1996) – pierwszy prezes i współtwórca reaktywowanego 8 listopada 1991 roku Zjednoczenia Kurkowych Bractw Strzeleckich RP, członek władz Wielkopolskiego Towarzystwa Kulturalnego.
Po ukończeniu studiów na Uniwersytecie im. Adama Mickiewicza w Poznaniu w 1973 r. rozpoczął pracę zawodową w Muzeum Narodowym w Poznaniu, gdzie w 1982 r. objął stanowisko zastępcy dyrektora ds. naukowych.
Piastował je do 1989 r., w którym wyjechał do Kalisza aby kierować tam Kaliskim Muzeum Okręgowym oraz wykładać w Kolegium Pedagogiczno-Artystycznym, kaliskiej filii Uniwersytetu im. A. Mickiewicza.
W działalności naukowej i wystawienniczej Tadeusza Jakubiaka znajdowało odzwierciedlenie zainteresowanie historią bractw kurkowych.
W 1978 r. przygotował w Muzeum Narodowym w Poznaniu wystawę ukazującą tradycje, a w następnych latach gromadził pamiątki i materiały archiwalne dotyczące tego ruchu. Wydał kilka książek z których najbardziej znana jest publikacja pod tytułem "Kurkowe Bractwa Strzeleckie w Wielkopolsce" wyd. 1986 r.
W marcu 1986 roku wznowiło działalność Bractwo Kurkowe w Bytomiu, a w grudniu w oparciu o treści ww. książki T. Jakubiaka założono Bractwo Kurkowe Grodu Jelcz-Laskowice.
Ponownie został wybrany Prezesem Zjednoczenia na Kongresie w Kórniku w 1994 r. pełniąc ją do śmierci w dn. 13 grudnia 1996 r.
W roku 1994 podczas zjazdu EGS w Medebach, Tadeusz Adam Jakubiak gościł u Kanclerza Niemiec Helmuta Kohla, któremu wręczył Krzyż Zjednoczenia KBS RP i replikę zabytku z XV w. – Kura Bractwa Strzeleckiego w Kościanie.
W lutym 1997 r. zostało reaktywowane w Mosinie Bractwo Kurkowe.
Stowarzyszenie zrzeszające osoby z Mosiny i Puszczykowa przyjęło nazwę "Mosińsko - Puszczykowskie Bractwo Strzeleckie im. dr. Tadeusza Jakubiaka", który spoczął 18 grudnia 1996 r. na mosińskim parafialnym cmentarzu.
Po śmierci Tadeusza Adama Jakubiaka, jego żona  Maria Jakubiak włączyła się do ruchu i od roku 1997 jako sekretarz Zarządu Zjednoczenia, współpracuje z Europejską Wspólnotą Historycznych Strzelców (EGS).